# Melbournes sexdagars
Melbournes sexdagars var ett australiskt sexdagarslopp i bancykling som arrangerades i Melbourne vid 20 tillfällen från 1912 till 2019.

## Podieplaceringar
| År      | Vinnare                            | Tvåa                              | Trea                            |
| 1912    | Alfred Goullet Paddy Hehir         | Iver Lawson Worth Mitten          | Jackie Clark Reginald McNamara  |
| 1913    | Donald Kirkham Robert Spears       | Frank Corry Reginald McNamara     | Arthur Walcott Frank Walcott    |
| 1914-58 | ej avhållet                        |                                   |                                 |
| 1959    | Keith Reynolds Sidney Patterson    | Graham French Ronald Murray       | Peter Brotherton Donald Burgess |
| 1960    | John Green John Young              | Peter Panton Oscar Plattner       | Richard Ploog Barry Waddell     |
| 1961    | John Young Leandro Faggin          | Peter Panton Claus Stiefler       | Ron Grenda Fred Roche           |
| 1962    | Ron Grenda Sidney Patterson        | John Green John Young             | Keith Reynolds John Tressider   |
| 1963    | Ron Grenda Sidney Patterson        | Giuseppe Ogna Ferdinando Terruzzi | John Perry John Young           |
| 1964    | Leandro Faggin Ferdinando Terruzzi | Warwick Dalton John Perry         | Sidney Patterson John Young     |
| 1965    | William Lawrie Piet van der Touw   | Warwick Dalton Sidney Patterson   | Jack Ciavola John Perry         |
| 1966    | Ian Stringer John Perry            | Ron Grenda Barry Waddell          | Giuseppe Beghetto Joe Ciavola   |
| 1967    | Dieter Kemper Horst Oldenburg      | Leandro Faggin Sidney Patterson   | Ian Stringer John Perry         |

| År        | Vinnare                        | Tvåa                            | Trea                                |
| 1968      | Dieter Kemper Leandro Faggin   | Giuseppe Beghetto Barry Waddell | Palle Lykke Jensen Sidney Patterson |
| 1969      | Ian Stringer Barry Waddell     | Dieter Kemper Luigi Roncaglia   | Jan Browne Horst Oldenburg          |
| 1970      | Robert Ryan Luigi Roncaglia    | Bob Panter Charly Walsh         | Tony Kelliher Barry Waddell         |
| 1971-78   | ej avhållet                    |                                 |                                     |
| 1979      | Donald Allan Hilton Clarke     | Malcolm Hill Keith Oliver       | Len Hammond Terry Hammond           |
| 1980      | Peter Delongville Clyde Sefton | John Trevorrow Laurie Venn      | David Allan Philip Sawyer           |
| 1981      | Paul Medhurst John Trevorrow   | Peter Delongville David Allan   | Ross Forster Wayne Hildred          |
| 1982      | ej avhållet                    |                                 |                                     |
| 1983      | Gary Sutton Shane Sutton       | Michael Grenda Hans Känel       | Terry Hammond Philip Sawyer         |
| 1984-2016 | ej avhållet                    |                                 |                                     |
| 2017      | Leigh Howard Cameron Scott     | Jordan Kerby Nicholas Yallouris | Christian Grasmann Nick Stöpler     |
| 2019      | Leigh Howard Kelland O'Brien   | Sam Welsford Cameron Scott      | Shane Archbold Aaron Gate           |